# Esciros (tribu)
Los esciros eran un pueblo bárbaro germánico. 
Se cree que los esciros habitaban en el territorio de la actual Polonia, en Masuria, alrededor de los ríos de Vístula y Drevenz. Emigraron al parecer alrededor 200 a. C. (algunos trabajos secundarios dan una fecha más exacta de 230 a. C.). Después de suscribir un tratado de paz con el Imperio romano, se trasladaron cerca del mar Negro. 
Durante seis siglos, las referencias históricas a esta tribu son escasas y esporádicas, pero suficientes para sugerir continuidad. 
En el siglo IV, una parte de los esciros que vivía en los Cárpatos, fue derrotada por los hunos. Más adelante, parte de los esciros se mezclaron con otros pueblos bárbaros, mientras que otros se convirtieron en foederati en el Imperio romano. Odoacro, el primer “rey de Italia”, era medio esciro.
- Datos: Q622776
- Multimedia: Scirii / Q622776